# Arvid Heister
Bror Arvid Heister, född 28 januari 1883 i Östra Ljungby församling, Kristianstads län, död 17 november 1955 i Fosie församling, Malmö, var en svensk folkskollärare och socialdemokratisk kommunalpolitiker.
Heister, som var son till muraren Malte Heister i Stidsvig och Katharina Jönsdotter, avlade folkskollärarexamen i Lund 1906. Han var verksam i Fosie landskommun från 1907 fram till pensioneringen 1943. Han var även ledamot av kyrko- och skolrådet och bidrog väsentligt vid upprustningen av skolväsendet så att det vid inkorporeringen med Malmö stad var i ett utmärkt skick med nya skolor och differentierad skolform. Han var kommunalfullmäktiges ordförande 1919–1930 och ordförande i inkorporeringskommittén samt överförmyndare och föreståndare för folkbiblioteket. Efter inkorporeringen var han ledamot av Malmö stadsfullmäktige 1931–1946 och av drätselkammarens tredje avdelning (motsvarande fastighetsnämnden) 1932–1941, de sista fem åren som ordförande. Han var ledamot av stadsrevisionens fattigvårdsavdelning från 1933 till 1952, då han avgick av hälsoskäl.
Heister var far till läkaren Bengt Heister (1926–1990) som var far till politikern Per Heister.